# 7 (album)
7 je sedmi studijski album pjevačice Maye Berović. Izdao ga je XL Elit Invest 8. srpnja 2018. godine. Ovo je drugi album na kojem surađuje s reperima Jalom Bratom i Bubom Corellijem.
Radi promocije albuma kreće na turneju „Pravo vreme” te rasprodaje Štark arenu.

## Popis pjesama
| Br. | Skladba       | Trajanje |
| --- | ------------- | -------- |
| 1.  | »Sama«        | 3:17     |
| 2.  | »Načisto«     | 3:00     |
| 3.  | »Zora«        | 3:07     |
| 4.  | »Ljubomora«   | 3:04     |
| 5.  | »Sahara«      | 3:09     |
| 6.  | »Pravo vreme« | 3:04     |
| 7.  | »Dilajla«     | 3:08     |
| 8.  | »Neka stvar«  | 3:23     |
| 9.  | »V.I.P«       | 3:23     |

## Povijest izdanja
| Regija | Datum          | Format | Izdavač         |
| ------ | -------------- | ------ | --------------- |
| Srbija | 8. srpnja 2018 | CD     | XL Elite Invest |